# Andrew Wyeth
Andrew Newell Wyeth (ur. 12 lipca 1917 w Chadds Ford Township, Pensylwania, Stany Zjednoczone, zm. 16 stycznia 2009 tamże) – amerykański malarz i grafik, przedstawiciel nurtów american scene painting i social realism. Najbardziej znany z obrazu Świat Christiny, należącego do najważniejszych amerykańskich obrazów XX wieku.
Członek American Academy of Arts and Sciences, American Institute of Arts and Letters, American Philosophical Society, American Watercolor Society, Académie des Beaux-Arts, National Academy of Design, Royal Watercolour Society i Akademii Sztuk Pięknych w Petersburgu. 

## Życiorys

### Początki
Andrew Newell Wyeth urodził się jako syn artysty i ilustratora N.C. (Newella Conversa) Wyetha i Carolyn Brenneman Bockius. Był ich najmłodszym dzieckiem. Jego dwie starsze siostry: Henriette, która poślubiła malarza Petera Hurda i Carolyn, zostały wybitnymi malarkami. Niektórzy biografowie zauważyli, iż, w sposób niezamierzony, sława Andrew przesłaniała talenty jego sióstr, podczas gdy inni twierdzą, że skoro kobiety są często ignorowane w amerykańskim społeczeństwie, zostałyby one zapomniane, gdyby nie Andrew. Trzecia siostra, Ann, wybrała karierę muzyczną, zostając kompozytorką, podczas gdy jedyny brat, Nathaniel, został wynalazcą, który pracował dla DuPont. Ojciec główną uwagę poświęcał edukacji córek. Andrew jako dziecko z powodu słabego zdrowia wychowywał się w domu. Naukę rozpoczął pod kierunkiem ojca, który był jego jedynym nauczycielem. Poznawał anatomię, malował martwe natury i studiował technikę Howarda Pyle’a. Wyeth wcześnie osiągnął sukces. Pierwszym medium, od którego rozpoczął swoją działalność malarską, były akwarele, namalowane w stylu Winslowa Homera. Ich pierwsza prezentacja miała miejsce w 1936 roku w Philadelphia Art Alliance. W tym samym roku wykonał ilustracje do książki The Nub, które zdobyły uznanie krytyki. W 1937 roku miał pierwszą indywidualną wystawę swoich akwarel w Macbeth Gallery. Każdy obraz został sprzedany w ciągu pierwszych dwóch dni. Wystawa ta ugruntowała jego pozycję w świecie sztuki i stanowiła zapowiedź jego przyszłej popularności. W trakcie swojej pracy artystycznej Wyeth znajdował inspirację w bezpośrednim otoczeniu: w rodzinnym Chadds Ford, w Pensylwanii i letniej rezydencji w Cushing, w stanie Maine. 
Po wystawie w Mackbeth Gallery młody Wyeth zdecydował się na malowanie swoich obrazów techniką temperową, używaną zamiast olejnej przez dawnych mistrzów. W 1939 roku poznał 17-letnią Betsy Merle James, a w roku następnym (15 maja) ożenił się z nią. Małżeństwo okazało się udane. Betsy, kobieta energiczna i inteligentna, zachęcała męża do niezależności od ojca i pomogła mu zerwać z wykonywaniem ilustracji. Z biegiem czasu stała się jego oparciem i menadżerem. Poznała go ze swoją przyjaciółką z lat dziecinnych, Christiną Olson, uwiecznioną na obrazie Świat Christiny.

### Kariera artystyczna
W październiku 1945 roku nastąpił punkt zwrotny w życiu i karierze Wyetha; w wypadku zginął jego ojciec, którego samochód został potrącony przez pociąg na przejeździe kolejowym. Pod wpływem tego wydarzenia twórczość artysty zaczęła ewoluować od realizmu do ekspresjonizmu abstrakcyjnego. Dopiero po śmierci ojca Wyeth zaczął malować ludzi. Namalowane przez niego portrety zwykle przedstawiają pojedynczą postać, poważną i refleksyjną, nadającą obrazowi uczucie osamotnienia. Artysta odzyskał równowagę kilka miesięcy po śmierci ojca, malując obraz temperowy zatytułowany Zima 1946, przedstawiający chłopca biegnącego ze wzgórza i sugerującego wyrzuty sumienia Wyetha, iż nigdy nie namalował on portretu swego ojca. Namalowany w 1948 roku Świat Christiny stał się najsłynniejszym dziełem Wyetha dzięki swemu zapadającemu w pamięć czarowi i rozleglej symbolice wątłej sylwetki kobiecej, pełznącej przez pole w kierunku odległego domu. Chociaż Wyeth uważał obraz za swoją porażkę, dyrektor Museum of Modern Art kupił go za 1800 dolarów, po tym jak trafił on na wystawę. W panteonie dzieł słynnych mistrzów współczesnej sztuki abstrakcyjnej Świat Christiny stał się być może najczęściej oglądanym obrazem Museum of Modern Art, ikoną sztuki amerykańskiej. W latach następnych Wyeth zyskał powszechną popularność. We wczesnych latach 50. związana z nowojorskimi modernistami malarka Elaine de Kooning, żona Willema de Kooninga, napisała z podziwem, że Wyeth był „mistrzem techniki realistycznej” i że jego obrazy były „obsesyjne niczym gwizd pociągu w nocy”. Kathleen Foster, kuratorka Philadelphia Museum of Art, zgadza się, że choć Wyeth malował w realistyczny sposób, nie był to realizm fotograficzny. „Wyeth zawsze był modernistą, poza wątkiem surrealizmu i fantazji, dostrzegalnych w jego pracach”.
Dorobek Wyetha spotkał się z powszechnym uznaniem. Jego wielbicielem został Winston Churchill. Harvard University przyznał mu w 1955 roku tytuł honorowy. 27 grudnia 1963 roku jego twarz ozdobiła okładkę czasopisma Time. Widzowie tłumnie odwiedzali jego wystawę objazdową, która w 1966 i 1967 roku przemierzyła Stany Zjednoczone. Artysta namalował nawet portrety na zlecenie – Eisenhowera i Nixona.
Później jednak to uznanie się załamało, ponieważ krytycy sztuki i badacze dokonali własnych, estetycznych podziałów ustawiając obiecujących modernistów, takich jak Willem de Kooning, Mark Rothko, Jasper Johns i Ellsworth Kelley po jednej stronie, właściwej (według nich), a Andrew Wyetha – po drugiej, niewłaściwej. Podział ten pod wieloma względami odzwierciedlał polaryzację polityczną kraju w epoce antywojennej i walki o prawa obywatelskie na przełomie lat 60. i 70.; Wyeth zaczął być również postrzegany jako zbyt konserwatywny politycznie. Wrogość krytyków do jego twórczości stała się bronią, przy pomocy której zwalczali ogromną popularność artysty i jego komercyjny sukces. 
W 1971 roku w rodzinnym mieście artysty, Chadds Ford otwarto Brandywine River Museum of Art, poświęcone jego sztuce. W 1972 roku Wyeth rozpoczął malowanie cyklu obrazów mających za temat sąsiadkę Helgę Testorf. W ciągu czternastu lat namalował 247 obrazów poświęconych wyłącznie jej. Całą kolekcję zakupił w 1986 roku Leonard E. B. Andrews. W 1987 roku zorganizowano wystawę objazdową The Helga Pictures, zawierającą wybór portretów Helgi Testorf, prezentowaną najpierw w National Gallery of Art w Waszyngtonie, a następnie w muzeach Bostonu Los Angeles San Francisco i Detroit. Wystawa wywołała sensację, ponieważ Wyeth malował modelkę w tajemnicy, nawet przed własną żoną. Twórczość artysty spotkała się wówczas ze sprzecznymi ocenami; podczas gdy zastępca dyrektora National Gallery of Art, John Wimerding określił Wyetha jako jednego z dwóch największych malarzy-realistów XX wieku (obok Edwarda Hoppera), Hilton Kramer, wydawca periodyku kulturalnego The New Criterion nazwał jego sztukę „prowincjonalną, sentymentalną, ilustracyjną, bez sensu”.
Wyeth w ciągu swej długiej i owocnej kariery często wystawiał, zarówno w kraju jak i za granicą, otrzymując liczne nagrody i wyróżnienia. Zmarł po krótkiej chorobie 16 stycznia 2009 roku w swym domu w Chadds Ford; zgon nastąpił podczas snu. Pozostawił żonę Betsy i dwóch synów, Nicholasa i Jamiego (również malarza). W 1998 roku w Farnsworth Art Museum w Rockland, w stanie Maine otwarto galerię i centrum badawcze, poświęcone twórczości Andrew Wyetha, jego ojca, N.C. i syna, Jamiego.

## Odznaczenia i wyróżnienia
W 1950 roku Wyeth został wyróżniony przez magazyn Time (wraz z Jacksonem Pollockiem) jako jeden z największych artystów amerykańskiej sztuki współczesnej. Został najmłodszym w historii członkiem American Watercolor Society i American Academy of Arts and Letters. Otrzymał wiele doktoratów honoris causa od uczelni i college’ów w całym kraju. Jego prace często biły rekordy najwyższych cen płaconych przez muzea za dzieła żyjącego Amerykanina. W 1963 roku otrzymał, jako pierwszy malarz, Prezydencki Medal Wolności, w 1988 został odznaczony Złotym Medalem Kongresu, a w 2007 National Medal of Arts. W 1977 roku jako pierwszy artysta od czasów Johna Singera Sargenta został wybrany do Académie des Beaux-Arts, a w 1980 roku został pierwszym żyjącym amerykańskim artystą wybranym do brytyjskiej Royal Academy of Arts.

## Główne dzieła
- Turkey Pond, 1944
- Zima 1946, 1946
- Świat Christiny, 1948
- Szybowanie, 1950
- Chambered Nautilus, 1956
- Wolf Rivers, 1959.
- Warkocze, 1979[3]

## Twórczość
W namalowanych pejzażach, portretach, oraz wykonanych szkicach Wyeth utrwalał prosty krajobraz Brandywine River Valley i skalistego wybrzeża Maine, często przedstawiając wyblakłe budynki gospodarcze i opuszczone pola, scenerie pozbawione sentymentalizmu i lukru. Wielokrotnie malował ludzi, z którymi był osobiście związany, w tym swoich sąsiadów Kuernerów i Olsonów w ich gospodarstwach. Tworzył głównie akwarele i tempery prezentując precyzję rysunku oraz znajomość światła i koloru. Wychodząc z tradycji Homera i Eakinsa łączył ją z precyzją i naturalizmem Hudson River School i świetlistym spokojem iluministów. W akwarelach, zwykle niewielkiego formatu, jego ulubionym motywem był pejzaż. Częstym motywem były tu pola w okresie zimowym, pokryte śniegiem, czasem w okresie topnienia, przedstawionym w kolorystyce podkreślającej przebieg tego procesu, z widocznymi śladami odciśniętych, zmrożonych liści
Wyeth zdobył pozycję jednego z najpopularniejszych amerykańskich artystów XX wieku, a jego obrazy są powszechnie uważane za ikony amerykańskiej kultury. Mimo że odnosił sukcesy w całej swojej karierze, jego sława wzrosła po namalowaniu obrazu Świat Christiny, który w 1948 roku został zakupiony przez Museum of Modern Art.
Najwyższa cena jaką osiągnięto za obraz Wyetha należy do tempery Ericksons, z 1973 roku, wylicytowanej w 2007 roku na aukcji w Christie’s za 10,3 miliona dolarów. Następny w kolejności jest obraz Above the Narrows, który osiągnął w 2009 roku cenę 6,9 miliona dolarów.

## Zbiory
Dzieła Wyetha znajdują się w czołowych amerykańskich muzeach jak: Art Institute of Chicago, Cincinnati Art Museum, Delaware Art Museum, Harvard University Art Museum, Farnsworth Art Museum, Indianapolis Museum of Art, Metropolitan Museum of Art, Museum of Fine Arts w Bostonie, Museum of Fine Arts, Houston, Museum of Modern Art, National Gallery of Art, Pennsylvania Academy of the Fine Arts, Philadelphia Museum of Art, Portland Museum of Art, San Diego Museum of Art, Smithsonian American Art Museum and the Renwick Gallery, Wadsworth Atheneum, Whitney Museum of American Art i Wichita Art Museum.
Kolekcja obrazów Wyetha znajduje się także w Białym Domu; umieścili je tam miłośnicy jego twórczości, małżonkowie: George i Laura Bush.

## Wystawy
Pierwsza indywidualna wystawa prac Wyetha miała miejsce w 1937 roku w nowojorskiej Macbeth Gallery; do 1950 roku wystawiał on swoje prace tylko w niej i w bostońskiej Doll and Richards Gallery. W 1951 roku zorganizowana została pierwsza retrospektywna wystawa dzieł artysty (Currier Gallery of Art w Manchester). W 1974 roku zorganizowane zostały pierwsze międzynarodowe wystawy prac Wyetha (National Museum of Modern Art w Tokio, National Museum of Modern Art w Kioto i Lefevre Gallery w Londynie). Oprócz tego Wyeth uczestniczył w wystawach grupowych (pierwsza w 1938 roku – Pennsylvania Academy, Annual w Filadelfii).